# فهرست شهرداران بوکان

## پیشینه
اولین شهردار رسمی این شهر سیدعبدالله کاظمی مکری بود. در بدو تأسیس، جمعیت شهر به ۵٫۰۰۰ نفر می‌رسید در حالی که تا قبل از این تاریخ، بوکان را تنها یک قصبه بزرگ می‌نامیدند. ساختمان آن زمان شهرداری بوکان، ساختمان فعلی بانک صادرات در خیابان انقلاب این شهر بود. شهردار کنونی بوکان، دکتر ناصح محمدخانی است.

## فهرست
فهرست شهرداران بوکان اشاره دارد به نام افرادی که از ابتدای شکل‌گیری شهرداری بوکان، در رأس این نهاد، فعالیت کرده‌اند. در این فهرست سرپرست‌ها در نظر گرفته نشده‌اند. اولین سرپرست شهرداری بوکان در سال ۱۳۲۷ عمر ایلخانی زاده بوده است.
پس از انقلاب ۱۳۵۷، قربان موسوی واریانی از شهرداران دههٔ ۶۰ بوکان، نقش مهمی در توسعه و گسترش این شهر داشت. موسوی ۷۰۰۰ قلمه نهال توت از کرج خریداری کرد و در مسیر جاده سد بوکان (سد شهید کاظمی) و سایر معابر کاشته شد که آن زمان این اقدام «باغ ابریشم» نامیده شد. کانال کشی فاضلاب در خیابان‌ها و معابر اصلی، آسفالت کوچه‌های محدوده مرکز شهر، ایجاد و ساماندهی پارک‌های ملّت، کل‌تپه، شهرک فرهنگیان، قسمتی از پارک ساحلی، لوله‌کشی آب، ایجاد بازار سرپوشیده قلعه سردار از فعالیت‌های مهم موسوی واریانی بعنوان شهردار در بوکان بود.

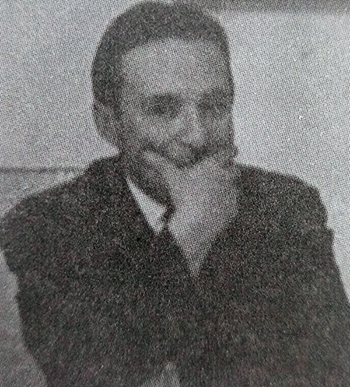
عبدالله کاظمی مکری، از شهرداران بوکان در دوره پهلوی دوم

| ردیف | نام                 | تاریخ انتصاب  | تاریخ پایان     |
| ---- | ------------------- | ------------- | --------------- |
| ۱    | عبدالله کاظمی مکری  | ۱۳۲۷          |                 |
| ۲    | پرتویان             |               |                 |
| ۳    | تدین                |               |                 |
| ۴    | قدوسی               |               |                 |
| ۵    | حبیب زاده           |               |                 |
| ۶    | قربان موسوی واریانی | ۱۳۵۶          |                 |
| ۷    | محمد فرجی           |               |                 |
| ۸    | محمد آبیاری         | ۱۳۶۰          |                 |
| ۹    | محمد رضا بمانیان    |               |                 |
| ۱۰   | قربان موسوی واریانی | اسفند ۱۳۶۲    | دی ۱۳۶۷         |
| ۱۱   | محمد فرجی           | دی ۱۳۶۷       | بهمن ۱۳۶۸       |
| ۱۲   | جلیل مقبلی          | اسفند ۱۳۶۸    | تیر ۱۳۷۲        |
| ۱۳   | مصطفی صوفی زاده     | تیر ۱۳۷۲      | بهمن ۱۳۷۳       |
| ۱۴   | حسن یدالهی          | اسفند ۱۳۷۳    | تیر ۱۳۷۶        |
| ۱۵   | ابراهیم محمدی       |               |                 |
| ۱۶   | جعفر توان           | ۱۳۷۶          | ۱۳۷۹            |
| ۱۷   | ناصر پرزور          |               |                 |
| ۱۸   | رسول معروفی         | ۱۳۸۰          |                 |
| ۱۹   | سعدی رادمنش         | ۱۲ اسفند ۱۳۸۰ |                 |
| ۲۰   | رسول معروفی         | ۱۳۸۲          |                 |
| ۲۱   | حسن مینائی          |               |                 |
| ۲۲   | رشید میر حسامی      |               |                 |
| ۲۳   | رسول معروفی         | ۱۳۸۶          |                 |
| ۲۴   | حسن مینائی          |               |                 |
| ۲۵   | وحید افشین فر       | ۱۳۸۶          |                 |
| ۲۶   | رسول معروفی         | ۱۳۸۸          |                 |
| ۲۷   | رشیدمیرحسامی        | مرداد ۱۳۹۰    |                 |
| ۲۸   | حسین عباسی فرید     | شهریور ۱۳۹۲   |                 |
| ۲۹   | سلیمان فیضی         | اسفند ۱۳۹۲    | ۶ آبان ۱۳۹۳     |
| ۳۰   | رشیدمیرحسامی        | دی ۱۳۹۳       | ۱۳ اسفند ۱۳۹۴   |
| ۳۱   | سعدی رادمنش         | ۲۵ دی ۱۳۹۵    | ۱ شهریور ۱۳۹۶   |
| ۳۲   | بابک رستم پور       | آذر ۱۳۹۶      | ۱۳ مرداد ۱۴۰۰   |
| ۳۳   | رشید میرحسامی       | ۲۴ آذر ۱۴۰۰   | ۹ مهر ۱۴۰۱      |
| ۳۴   | ناصح محمدخانی       | ۱۰ بهمن ۱۴۰۱  | ۱۸ فروردین ۱۴۰۳ |
| ۳۵   | امیر احمدی          | ۲۹ مرداد ۱۴۰۳ | -               |